# Familles de Chastenet
Le patronyme de Chastenet, Dechastenet ou Chastenet est porté, avec ou sans nom de terre associé, par plusieurs familles françaises distinctes, éteintes ou subsistantes, et originaires de diverses provinces françaises, principalement le Limousin, le Poitou et le Périgord. Ces familles font partie de la noblesse française ou de la bourgeoisie d'Ancien Régime.

## Origine du nom et variantes
Le nom de famille Chastenet (anciennement Castanet), est à l'origine un nom de domaine. D'après le lexicographe français Lorédan Larchey, il s'agit d'un « nom de lieu qui se dit généralement en latin Castanetum » (issu de castenea, autre mot latin dérivé du grec ancien καστάνεια : le châtaignier) et qui désigne un « terrain planté de châtaigniers », une « châtaigneraie ».  
Le spécialiste de l'onomastique Jean Tosti confirme que le toponyme Chastenet ou Chastenay (la variante la plus répandue) désigne un « bois de châtaigniers » et qu'il a été repris comme nom patronymique par différentes familles qui ont habité ou possédé une terre ou un fief de ce nom. 
La forme provençale moderne de ce nom de lieu (Castanet) est présente dans plusieurs départements de la France méridionale. On trouve le nom de lieu Chastenet (ou Châtenet) dans le Limousin, le Poitou et le Périgord. Dans l'Est de la France (notamment en Lorraine et Jura), on rencontre aussi le toponyme sous la forme Chastenoy, tandis qu'en Bourgogne et en Anjou, c'est la forme toponymique Chastenay qui prévaut.
S'agissant de cette dernière forme, on peut citer la commune de Chastenay, dans le département de l'Yonne, et le manoir de Chastenay, à Arcy-sur-Cure, ainsi que le hameau du même nom dans la commune de Baune, située dans le département de Maine-et-Loire. Cependant, le nom de famille correspondant est très rare en France et ne se rencontre plus maintenant que chez les Canadiens français. Comme personnages historiques porteurs de ce patronyme, citons Victorine de Chastenay, une femme de lettres, et le général Henri-Louis de Chastenay de Lanty.

## Familles subsistantes

### Famille de Chastenet ou Dechastenet (Limoges et Limousin)
Connue depuis le début du XVIe siècle, une famille de Chastenet, originaire de Bourganeuf, a occupé une place importante en Limousin au XVIIe siècle, bien que selon l’historien des familles françaises Gustave Chaix d'Est-Ange, « on ne connaisse pas à [cette] famille de principe d’anoblissement régulier ».
Deux frères, « Honnorable maistre Léonard Dechastenet » et « Monsieur [François] Dechastenet » furent consuls de la ville de Limoges en 1606 et 1615 respectivement. Le premier, Léonard de Chastenet, représenta le tiers-état pour la ville de Limoges lors de la réunion des états généraux de 1614. Le deuxième, François Dechastenet, portait pour armoiries d’argent au châtaignier de sinople fruité d’or, et un soleil de gueules en chef. Son petit-fils, François de Chastenet (ou du Chastenet) fera enregistrer à l’Armorial de 1696 les armes suivantes qui sont celles que conserve cette famille encore de nos jours : d’argent à un châtaignier de sinople accosté de quatre mouchetures d’hermines, au chef d’azur chargé d’un soleil d’or.
Cette famille possédait des domaines autour de Bourganeuf. Elle a acquis la terre du Liège, sur la commune de Saint-Hilaire-le-Château (Creuse), et voulut prendre le nom et les armes des cessionnaires de la propriété, mais François de Chastenet fut condamné à les quitter par sentence de la sénéchaussée de Montmorillon.
Cette famille était toujours représentée en Limousin à la fin du XVIIIe siècle dans les rangs de la bourgeoisie terrienne, notamment à Compreignac (Haute-Vienne). En 1817, eut lieu à Limoges le mariage de la demoiselle Marie de Chastenet, fille de Jean-Baptiste Chastenet, seigneur du Mas la Roche, avec Joseph Des Coustures.
Le généalogiste Henri Beauchet-Filleau indique par ailleurs qu’au XVIIIe siècle une branche de cette famille s'est établie dans le Montmorillonnais, plus précisément à Brigueil-le-Chantre, où elle s'est perpétuée : « Georges Dechastenet fut inscrit d’office à l’Armorial du Poitou : d’argent au châtaignier de sinople à une trangle d’or brochant ».
La famille de Chastenet (ou Dechastenet) appartient à la bourgeoisie ancienne subsistante.

### Famille Chastenet de Géry (Limousin)
D’après le généalogiste Gustave Chaix d'Est-Ange, la famille Chastenet de Géry appartient à la l’« ancienne bourgeoisie du Bas-Limousin » : « Jean Chastenet, du lieu de Géry, notaire et procureur, épousa en 1676 Marguerite Robert ».
- Frédéric Chastenet de Géry appartient à cette famille de la bourgeoisie ancienne subsistante.

### Famille de Chastenet de La Ferrière (Poitou et Saintonge)
La famille de Chastenet de La Ferrière (olim Duchatenet), est une famille noble d'extraction dont la filiation suivie et actuellement subsistante remonte à 1573. Elle a été maintenue dans sa noblesse en 1685 en la personne d'Élie Duchatenet. Ses trois fils furent également maintenus nobles en 1699 : Charles seigneur de la Cigogne, Pierre seigneur de la Ferrière, et Jacques seigneur de Romegou. Ils déclarèrent leur blason qui fut enregistré dans l'Armorial général de 1696 : d'argent à l'aigle à deux têtes d'azur.
Seul Pierre, seigneur de la Ferrière, eut postérité jusqu'à nos jours. Son arrière-petit-fils, Jean-Charles Duchatenet, né le 26 octobre 1767 à Saint-Denis-du-Pin, au diocèse de Saintes, fit les preuves de sa noblesse en 1787 pour être admis à l'École militaire. C'est à cette époque que la famille abandonna ses armes primitives et adopta celles de la famille de Chastenet de Puységur, légèrement brisées, avec laquelle elle n'entretient pourtant aucun lien généalogique.
Le fils et le petit-fils de Jean-Charles Duchatenet, seigneur de la Ferrière, à savoir Jean-Léonidas Chatenet, né le 20 décembre 1800 à Saint-Savinien, et André-Léonidas Chatenet, né le 4 octobre 1839 à La Rochelle, obtinrent par deux jugements, prononcés en 1857, la rectification de leur nom de naissance Chatenet en du Chastenet de La Ferrière, leur « véritable nom de famille ».
La famille de Chastenet de La Ferrière a été admise à l’Association d'entraide de la noblesse française en 1956.

### Famille Descubes du Chatenet (Poitou et Limousin)
La famille Descubes est une famille subsistante de l’ancienne bourgeoisie française, elle entre en possession du nom et des armes des Du Chatenet (ou du Chastenet) lorsqu'un de ses membres épousa l'héritière d'une branche de la famille du Chatenet (ou du Chastenet). Elle était en cours d'agrégation à la noblesse au XVIIIe siècle.
- Aymar du Chatenet, éditeur.

### Famille de Chastenet de Puységur (Armagnac)
La famille de Chastenet de Puységur (olim Castanet), dont l’origine se situe à Lectoure, est une famille subsistante de la noblesse française. Elle fait l’objet d’une page dédiée.
Son auteur, Nicolas Castanet, était marchand drapier à Lectoure et consul de cette ville au XVIe siècle. La prospérité de son commerce lui permit d’acquérir la seigneurie de Puységur, située au comté de Fezensac. Il s’agrégea à la noblesse dans les dernières années de sa vie. De son fils Bernard Castanet sont issues les différentes branches de cette famille. 
Les membres des différentes branches subsistantes de la famille de Chastenet de Puységur ont été admis au sein de l’ANF en 1959. Ils portent un écu d'azur, au chevron d'or, accompagné en pointe d'un lion du même, au chef du second, surmonté d'une couronne de marquis.
La famille de Chastenet de Puységur occupe un rang considérable dans la noblesse française. Elle compte notamment, parmi ses représentants les plus distingués, des gentilshommes de la chambre de nos rois, un vice-sénéchal d'Armagnac, des lieutenants-généraux et maréchaux de camp des armées du roi, un archevêque de Bourges (d'abord évêque de Carcassonne), une dame-chanoinesse du chapitre noble de Remiremont, des gouverneurs militaires, un maréchal de France, un secrétaire d'état à la guerre du roi Louis XVI de 1788 à 1789, un contre-amiral, un pair de France sous la Restauration et la monarchie de Juillet, un propagateur reconnu de la théorie du magnétisme animal, un député légitimiste sous la Deuxième République, et un officier d'état-major proche de l'empereur Napoléon III. Plusieurs personnalités de cette famille font l’objet d’une page dédiée (voir articles connexes).

### Famille Chastenet de Castaing (Périgord)
Connue en Périgord depuis le XVIe siècle, la famille Chastenet de Castaing est une famille subsistante de l’ancienne bourgeoisie française. Une notice lui a été consacrée par André Delavenne dans le deuxième volume du Recueil généalogique de la bourgeoisie ancienne (1954). 
À l’origine, les Chastenet étaient clercs de notaire et sieurs de Rengeard, dans la paroisse de Saint-Mayme-de-Péreyrol, entre Périgueux et Bergerac. La maison Chastenet porte toujours leur nom dans la commune d’Issac. C’est Nicolas de Chastenet qui en entreprit la construction au XVIIe siècle et la légua à son cousin Jean Chastenet de Rengeard
Deux personnalités ont illustré cette famille :
- le sénateur Guillaume Chastenet de Castaing.
- l’Académicien Jacques Chastenet de Castaing.

## Familles éteintes

### Famille de Chastenet, seigneurs de Puyferrier (Limousin et Poitou)
Le généalogiste La Chenaye-Desbois a voulu greffer la famille de Chastenet, seigneurs de Puyferrier, sur l’ancienne famille de Castanet en Rouergue, mais de façon erronée selon le généalogiste et historien des familles françaises Gustave Chaix d’Est-Ange. De même, cette famille de Chastenet de Puyferrier n’a aucun lien généalogique avec la famille de Chastenet de Puységur, contrairement à une idée longtemps admise. En effet, l'historien local Jean-Baptiste Escarnot affirme que « la famille Castanet [Chastenet de Puységur] était originaire de Lectoure, et c’est bien à tort que La Chenaye-Desbois fait descendre Nicolas de Castanet de la famille de Chastenet, établie en Limousin ». En revanche, Gustave Chaix d’Est-Ange suppose que la famille de Chastenet de La Ferrière pourrait être un rameau détaché de cette famille de Chastenet, sans pour autant en apporter la preuve.
D’après le généalogiste Henri Beauchet-Filleau, cette famille de Chastenet est une famille noble d'extraction chevaleresque originaire du Limousin et a pour auteur Jean de Chastenet, écuyer et seigneur de la Pléau, qui passa un acte en 1394 à Oradour-sur-Vayres (Haute-Vienne). Cette famille s’est ensuite fixée dans la Marche, plus précisément à Montmorillon (Vienne), où la souche s’est divisée à une époque inconnue en deux branches principales vraisemblablement éteintes au XVIIe siècle : celle des seigneurs de Puyferrier et celle des seigneurs de Peytavau.
La première branche semble avoir eu pour dernier représentant François de Chastenet, seigneur de Puyferrier, qui fut convoqué au ban de la Basse-Marche réuni au Dorat en 1557. Il assista également au ban de 1577 bien que sexagénaire. Il laissa un fils, Charles de Chastenet, et une fille, Madeleine de Chastenet, qui aurait été héritière de la seigneurie de Puyferrier. Celle-ci passa par mariage dans la famille Turpin qui s’est elle-même éteinte en 1774.
La deuxième branche est connue depuis Jean de Chastenet, écuyer et seigneur de Peytavau, qui fit accord avec son frère, Maurice de Chastenet, le 9 juillet 1537, en présence d’un parent, Jean de Chastenet, seigneur de la Mortie. La deuxième branche de cette famille de Chastenet semble s’achever avec François de Chastenet, écuyer et seigneur de Peytaveau, ainsi que ses deux fils François et Jean, baptisés l’un et l’autre en 1609 et en 1615 à Mauprévoir. La seigneurie de Peytavau a été vendue en 1609 à Maurice de La Rye.
Cette famille de Chastenet portait un écu d’argent à l’aigle à deux têtes de sable, couronnée d’or.

### Famille Chastenet de La Brunetière (Thouars et Poitou)
Il a existé en Thouarsais une famille Chastenet de La Brunetière (et non La Brunelière comme l’indique par erreur Chaix d’Est-Ange) qui a occupé dans cette région un rang distingué au XVIIIe siècle, mais dont on ne trouve plus trace au siècle suivant.[réf. nécessaire]
Si l’on ne sait quelles sont les origines de cette famille, il est en revanche attesté que Jean-Baptiste Chastenet, seigneur de La Brunetière, a été nommé en 1725 trésorier de France au Bureau des finances de Poitiers. Il fut père de plusieurs enfants : Gaspard de Chastenet, seigneur de La Brunetière, avocat du Roi ; François de Chastenet, trésorier de France ; Marie-Benjamine de Chastenet, mariée à Henri-Salomon de Monbiel d’Huls ; Gabriel-Alexis Chastenet de La Brunetière, chanoine de la collégiale Notre-Dame du château des ducs de La Trémoille, membre de l’assemblée du clergé du Poitou en 1789 ; Jean-Joseph-Gaspard de Chastenet, seigneur de Présange, chevalier de Saint-Louis. Le premier fils, Gaspard de Chastenet de La Brunetière, laissa deux enfants : Gaspard-René-Philibert de Chastenet, seigneur de la Brunetière, né le 23 août 1773 à Thouars, émigre et combat dans l’armée des Princes, et Benjamine-Françoise-Marie de Chastenet, épouse en juin 1781 Charles-François d’Aloigny, marquis de Rochefort.
On ignore si cette famille est revenue en France après la Révolution ou si elle a pu faire souche à l’étranger.

### Famille de Chastenet (Périgord)
Une ancienne famille de Chastenet (olim Chastagnet ou Chastanet), connue en Périgord, a revendiqué une parenté avec la famille de Chastenet de Puységur. Au XVIIIe siècle, elle en portait même les armoiries.
Lors de son inscription au catalogue de la noblesse de Périgueux, Jean de Chastenet (1689-1766) disait en effet descendre de Jean de Chastenet, cadet de la famille de Chastenet de Puységur originaire de Lectoure. En vérité, son aïeul, Jean Chastanet, dans son contrat de mariage en date du 6 mai 1603, est bourgeois et greffier, fils de feu Géraud Chastanet, praticien.
Cette famille appartient donc à la bourgeoisie de Périgueux où elle occupait d’ailleurs un rang fort distingué. Elle a possédé les seigneuries de Malaval (Malavard), d'Église-Neuve et de la Plagne. Le dernier représentant mâle de cette famille reconnue comme éteinte, Louis de Chastenet, né en 1762, sous-lieutenant au régiment d’Artois, émigra en 1794 et mourut à Hambourg (Allemagne) en 1828. Sa fille Julie-Catherine de Chastenet est décédée à Périgueux sans s’être mariée.

### Famille de Chastenet (Toulouse et Languedoc)
François de Chastenet (ou de Chastanet), sieur de la Roque, capitoul de Toulouse en 1649, portait un écu d’azur au lion rampant d’or, armé et lampassé de gueules. Plusieurs porteurs du nom étaient conseillers au Parlement de Toulouse à cette époque. 
On trouve peu de renseignements sur cette famille. Celle-ci est peut-être une branche détachée de la famille de Chastenet de Puységur dont le troisième rameau des seigneurs de la Coupète se trouvait aussi dans la région de Toulouse et exerçaient des fonctions au Parlement.

### Famille de Chastenet d'Esterre (Antilles)
La famille de Chastenet d’Esterre, encore représentée de nos jours, était établie à Saint-Domingue au milieu du XVIIIe siècle.[réf. nécessaire]
Gabriel Chastenet-Desterre (1760-1812) possédait des caféteries sur les hauteurs de la Grande Rivière de Léogane. Il revint des colonies après la Révolution française et publia plusieurs ouvrages, notamment La science du cultivateur américain (en 1800).
Il a été dit que cette famille pourrait être une branche de la famille de Chastenet de Puységur, qui se serait détachée de la souche à une époque très reculée, mais sans preuves et sans reconnaissance de noblesse,.
La famille de Chastenet d'Esterre est une famille d'ancienne bourgeoisie française en voie d'extinction[réf. nécessaire].